# Molophilus (Molophilus) panchrestus
Molophilus (Molophilus) panchrestus is een tweevleugelige uit de familie steltmuggen (Limoniidae). De soort komt voor in het Neotropisch gebied.